# Sternula balaenarum
El charrancito de Damara (Sternula balaenarum) es una especie de ave en la familia Sternidae, propia de África.

## Distribución y hábitat
Se reproduce en el oeste de Sudáfrica, Namibia y Angola. Las aves que no se reproducen migran al norte llegando hasta Benín, Camerún, República del Congo, República Democrática del Congo, Costa de Marfil, Gabón, Ghana, Liberia, Nigeria, y Togo.
Sus hábitats naturales son los mares poco profundos, costas arenosas, y lagunas costeras salobres. Se encuentra amenazada por pérdida de hábitat.